# James Maxwell (Schauspieler)
James Maxwell (* 23. März 1929 in Worcester, Massachusetts, Vereinigte Staaten; † 18. August 1995 in London, England, Vereinigtes Königreich) war ein britischer Schauspieler und Drehbuchautor.

## Leben
James Maxwell heiratete 1959 die Schauspielerin Avril Elgar. Sie hatten zwei Kinder. Seit Ende der 1940er Jahre war Maxwell in mehr als 80 Film- und Fernsehproduktionen zu sehen, vornehmlich in verschiedenen Serien.

## Filmografie (Auswahl)
- 1949: Julius Caesar (Fernsehfilm)
- 1957: The Survivors (Fernsehfilm)
- 1964: Frankensteins Ungeheuer (The Evil of Frankenstein)
- 1964: Geheimauftrag für John Drake (Danger Man) (Fernsehserie, 2 Folgen)
- 1964: The Hidden Truth (Fernsehserie, 11 Folgen)
- 1964: Mit Schirm, Charme und Melone (The Avengers) (Fernsehserie, 3. Staffel, Folge „Auferstanden um zu töten“)
- 1967: Die Herrin von Thornhill (Far from the Madding Crowd)
- 1969: Ein Pechvogel namens Otley (Otley)
- 1970: Das Durchgangszimmer (Connecting Rooms)
- 1972: The Shadow of the Tower (Fernsehserie, 13 Folgen)
- 1974: Die Uhr läuft ab (Ransom)
- 1974: Kein Pardon für Schutzengel (The Protectors) (Fernsehserie, 1 Folge)
- 1975: Thriller (Fernsehserie, 1 Folge)
- 1978: Doctor Who (Fernsehserie, 4 Folgen)
- 1981: Vier Freunde (Four Friends)
- 1987: Jim Bergerac ermittelt (Bergerac) (Fernsehserie, 1 Folge)